# Надия (Широковский район)
Нади́я (укр. Надія) — село,
Чапаевский сельский совет,
Широковский район,
Днепропетровская область,
Украина.
Код КОАТУУ — 1225883306. Население по переписи 2001 года составляло 142 человека .

## Географическое положение
Село Надия находится на расстоянии в 2,5 км от села Благодатное и в 3,5 км от пгт Широкое.
Вокруг села несколько ирригационных каналов.